# Jamesonia angusta
Jamesonia angusta är en kantbräkenväxtart som först beskrevs av M. Kessler och A. R. Sm., och fick sitt nu gällande namn av Maarten J.M. Christenhusz. Jamesonia angusta ingår i släktet Jamesonia och familjen Pteridaceae. Inga underarter finns listade.